# Blochin (Fernsehserie)
Blochin ist eine deutsche Thriller-Serie aus dem Jahr 2015. Die Hauptfigur Blochin wird von Jürgen Vogel gespielt.
Die erste Staffel der Miniserie besteht aus fünf Folgen, die hier „Kapitel“ genannt werden. Die erste und die letzte Folge haben jeweils 90 Minuten, die Folgen zwei bis vier je 60 Minuten, was eine Laufzeit von insgesamt sechs Stunden ergibt. Produziert wird die Serie von der Produktionsfirma REAL FILM Berlin, die zur Studio Hamburg Produktion Gruppe gehört. Eine zunächst geplante zweite Staffel wird es nicht geben. Stattdessen produziert das ZDF einen TV-Film, der die Geschichte zu Ende erzählt.
Die komplette Serie wurde erstmals am Wochenende 25./26./27. September 2015 im deutschen Fernsehen ausgestrahlt. Zusammen mit der dritten Staffel von Weissensee ist Blochin eine der ersten Serien, bei denen das öffentlich-rechtliche Fernsehen dem Privatfernsehen folgt, Blockbuster-Serien nicht im üblichen wöchentlichen Rhythmus, sondern eine komplette Staffel innerhalb weniger Tage zu zeigen.

## Handlung
Der Kriminalpolizist Blochin wird im Laufe der Episoden mit seiner Vergangenheit konfrontiert und auch seine Familie in die Fälle mit hineingezogen.

## Kritik
Die Kritik zeigte sich nicht sehr begeistert:

„Ein deutsches ‚Breaking Bad‘? Eher ein deutscher Popeye. Matthias Glasners lang erwarteter ZDF-Fünfteiler ‚Blochin‘ macht auf hart – und den Protagonisten Jürgen Vogel fast zur Comicfigur.“

„Mit satten Bildern und viel Action inszeniert das ZDF einen Krimi im Kinoformat. Doch wo bleiben die Handlung und die Charakterentwicklung? Bei ‚Blochin‘ kann auch Jürgen Vogel nichts retten.“